# Кузнецов, Александр Александрович (Герой Советского Союза)
Алекса́ндр Алекса́ндрович Кузнецо́в (7 ноября 1915, дер. Нокшино, Вологодская губерния — 21 августа 1942, у хутора Дубовой, Сталинградская область) — капитан Рабоче-крестьянской Красной Армии, участник Великой Отечественной войны, Герой Советского Союза (1942).

## Биография
Родился 7 ноября 1915 года в деревне Нокшино (ныне — Великоустюгский район Вологодской области). После окончания девяти классов школы работал в колхозе.
В 1935 году был призван на службу в Рабоче-крестьянскую Красную Армию. В 1937 году окончил Тбилисское пехотное училище. Участвовал в боях на озере Хасан.

### Подвиг
С августа 1942 года — на фронтах Великой Отечественной войны, командовал батальоном 119-го гвардейского стрелкового полка 40-й гвардейской стрелковой дивизии 1-й гвардейской армии Сталинградского фронта. Отличился во время Сталинградской битвы.
20 августа 1942 года батальон под его командованием получил приказ захватить высоту 180,9 у хутора Дубовой в двух километрах западнее станицы Сиротинской. Ночью того же дня он успешно выполнил боевую задачу. Утром 21 августа немецкие войска предприняли контратаку шестнадцатью танками, бойцы батальона стойко держались, уничтожив несколько машин. За последующий день батальон отразил 17 немецких контратак, уничтожив 11 танков и около батальона вражеской пехоты. Во время очередной контратаки Кузнецов лично уничтожил 3 танка противника, но и сам получил смертельное ранение. Похоронен в братской могиле в Калаче-на-Дону.
Указом Президиума Верховного Совета СССР «О присвоении звания Героя Советского Союза начальствующему составу Красной Армии» от 2 декабря 1942 года за «образцовое выполнение боевых заданий командования на фронте борьбы с немецко-фашистскими захватчиками и проявленные при этом отвагу и геройство» гвардии капитан Александр Кузнецов посмертно был удостоен высокого звания Героя Советского Союза. Также посмертно был награждён орденом Ленина. Навечно зачислен в списки личного состава воинской части.

## Память

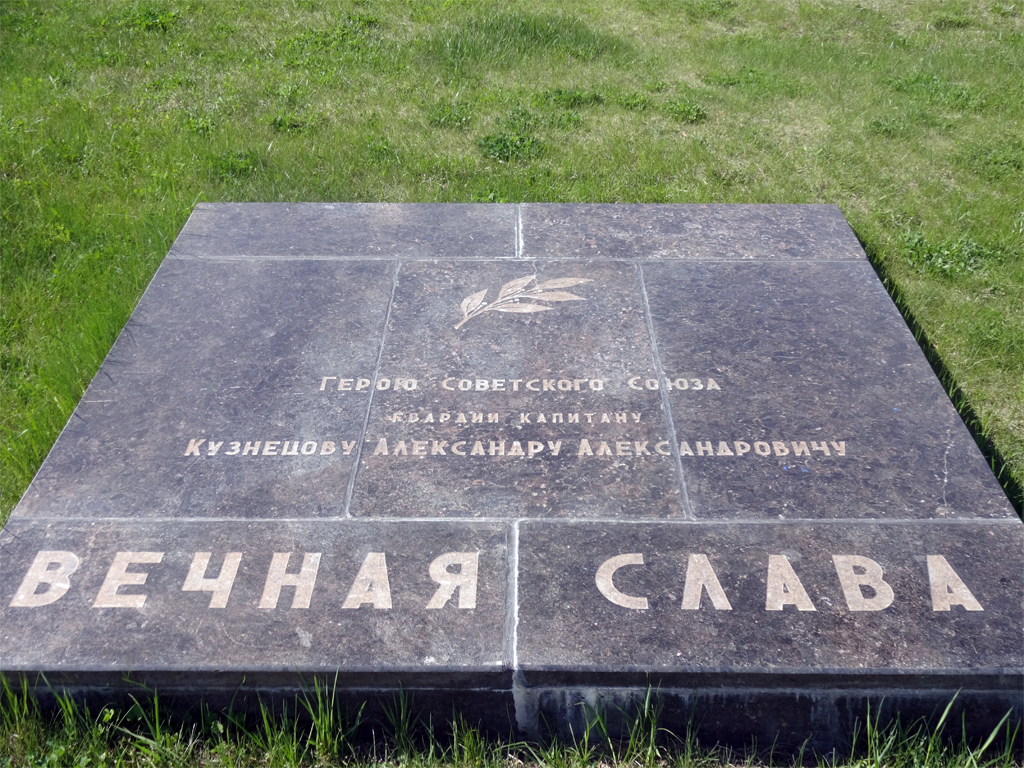
Мемориальная плита А. А. Кузнецова на Мамаевом кургане в Волгограде.

- В честь Кузнецова названы школы в Великом Устюге и Волгограде.
- установлена плита на Мамаевом кургане в Волгограде[3].

### Комментарии
1. ↑  Наступление в районе Сиротинской вел 160-й танковый батальон 60-й моторизованной дивизии. Бой за высоту 180,9 (21 августа 1942) в журнале боевых действий не отмечен. В этот день потери  батальона составили четыре человека, включая раненных. Потерь в танках не отмечено. Один танк прибыл из ремонта[4].

### Сноски
1. 1 2  Aleksandr Aleksandrovich Kuznetsov // TracesOfWar
2. ↑  В Указе о награждении званием Героя Советского Союза — Александр Алексеевич
3. 1 2 3  Александр Александрович Кузнецов. Сайт «Герои страны».
4. ↑  Mark, 2018, с. 434—435.
5. ↑  Указ Президиума Верховного Совета СССР «О присвоении звания Героя Советского Союза начальствующему составу Красной Армии» от 2 декабря 1942 года // Ведомости Верховного Совета Союза Советских Социалистических Республик : газета. — 1942. — 12 декабря (№ 44 (203)). — С. 1. Архивировано 15 ноября 2021 года.